# Шовгенів Іван Опанасович
Іван Опанасович Шовгенів (12 вересня 1874, с. Кам'янка, нині Дворічанський район — 13 квітня 1943) — український гідротехнік і меліоратор. Професор, та перший ректор  Української господарської академії. Батько відомої української письменниці та членкині ОУН Олени Теліги.
Відповідно до українського законодавства є борцем за незалежність України у ХХ столітті.

## Життєпис
Народився у селі Кам'янка Куп'янського повіту (нині Куп'янський район) на Харківщині. Син державного селянина.
Закінчив курс Ізюмського реального училища (1893) і Санкт-Петербурзького інституту інженерів шляхів (1899).
Працював виконавцем робіт в Казанському окрузі шляхів сполучення (1899—1902), потім в Московському окрузі шляхів сполучення: голова 3-го відділу (1902—1905), голова 1-го і інспекційного відділів (1905—1910), член правління (з 1910). Робив зйомку і регуляції (Клязьма, Ока), ремонт шлюзів (Теза, Москва-ріка).
У 1905 був запрошений читати лекції в Варшавський політехнічний інститут, але оскільки той був закритий, залишився в Москві. Читав курс по портовим спорудам і водним шляхам в Московському інженерному училищі, був відправлений училищем на стажування в Бельгію, Німеччину і Австро-Угорщину (1910). Учасник Міжнародного з'їзду спеціалістів з водних шляхів у США (1912), після нього стажувався три місяці в США і Канаді.
З січня 1911 — доцент, викладач за курсом водних сполучень Петербурзького політехнічного інституту. Згодом керував різними гідротехнічними роботами в Росії і меліораційними в Туркестані. Співробітник (помічник керуючого відділом земельних поліпшень) Міністерства землеробства, статський радник.
У 1918—1920 роках — професор Київського політехнічного інституту, директор департаменту водного та шосейного господарства Міністерства шляхів УНР/Української держави. Організатор водного господарства України.
На еміграції в Чехословаччині. У 1922—1928 роках професор Української господарської академії та її перший ректор. З 1929 у Польщі, до 1939 працював у Міністерстві хліборобства. Брав активну участь у житті української громади і працях Українського наукового інституту.
З травня 1940 до початку 1942 — директор Українського Чорноморського Інституту.
З початку 1942 працював в науковому відділі центрального господарського уряду Данціґа
Помер 13 квітня 1943 року в Оліві біля Данціґу.

## Адреси
Москва:
- Луков переулок, 4 (1907—1908, будинок існує)
- Божедомский переулок 16/18, кв. 40 (1909, будинок не зберігся)

Петербург:
- Верейская ул. 2, кв. 4 (1911, будинок існує)
- Клинский переулок, 2 (1916, будинок існує)

## Наукова діяльність
Упродовж 1901—1943 років опублікував близько 50 більших праць з різних галузей водного господарства, серед інших:
- О выправительных работах на II-й группе перекатов р. Волги в 1899, 1900 и 1901 г. СПб.: Типо-Литография С. М. Муллер, 1903. 32 с.
- Гидротехнические работы в Германии. М., 1911.
- Землечерпание при мелиоративных работах // Ежегодник отдела земельных улучшений на 1913. Ч. 1. СПб., 1914. С. 289—325 (статтю підготовлено за результатами поїздки в Сполучені Штати).
- Водяне господарство на Україні. Прага: Нова Україна, 1923. 16 с.
- Сільськогосподарська гідротехника. Подебради: Укр. госп. академія, 1926. 254 с.
- Гідравліка підземних вод: підручник для гідротехніків і меліораторів. Прага: Український громадський видавничий фонд, 1929. 115 с.
- Водне господарство в басейні р. Дніпра на Україні. Варшава, 1934. 57 с.
- Енергетичні ресурси на українських землях. Варшава, 1940. 22 с.
- Водне господарство на українських землях в Європі. Варшава, 1941.
- Український Чорноморський Інститут. Програма діяльності. Варшава, 1941. 20 с.
- Чорне море. Гідрографічний нарис Чорного моря та його басейну. Варшава, 1941. 112 с.
- Die Wasserwirtschaft der Ukraine. Berlin: Stollberg, 1942. 128 S.
- Das Verkehrswesen der ukrainischen Gebiete. Berlin, 1942. 59 S.

Автор низки підручників з гідромеханіки.